# ویرانی
وِیْرانی روستایی در دهستان شاندیز بخش شاندیز شهرستان بینالود استان خراسان رضوی است. ویرانی که پس از انقلاب اسلامی نام آن را به «نورآباد» تغییر دادند، یکی از روستاهای حاصلخیز و قدیمی ولایت توس است. این روستا دارای گورستانی قدیمی با سنگ قبرهای متعلق به سده‌های ۹ الی ۱۴ قمری است. همچنین یک رباط، خانقاه یا مقبره‌ای متعلق به سده‌های ۸ و ۹ هجری در مجاورت آن قرار دارد. در گذشته، این روستا ییلاقی و آباد بوده و در سده‌های ۸ و ۹ یکی از کانون‌های مهم اشاعه تصوف و عرفان در خراسان و ولایت توس بوده است؛ بدان سبب روستای دیگری به نام لنگر در مجاورت غربی آن به وجود آمده که دارای مقبره‌ای قدیمی شبیه خانقاه است. لنگر زیارتگاه و مورد احترام اهالی است. در اسناد معتبر گذشته قدیم‌ترین ضبط نام روستای ویرانی به صورت «ویرانیو» و «ویرانو» بوده که در قرون اخیر به ویرانی تبدیل شده‌است.

## جمعیت
بر پایه سرشماری عمومی نفوس و مسکن در سال ۱۳۹۵ جمعیت این روستا ۴٬۶۹۸ نفر (در ۱٬۳۵۳ خانوار) بوده‌است.

## آثار تاریخی
از آثار تاریخی و قابلیت‌های گردشگری روستای ویرانی می‌توان به: «رباط ویرانی» که به احتمال قوی از عهد سلجوقیان و تیموریان بجامانده و هم‌اکنون تبدیل به موزه مردم‌شناسی شده، «مزار ویرانی» که مقبره «اخی علی قتلقشاه» متوفی ۷۶۰ قمری است، «قبرستان» این روستا، قلعه سنگر، قنات ویرانی و کاریز لنگر این روستا اشاره کرد.

## اقتصاد ویرانی
صنعت مبلمان از دیرباز یکی از اصلی‌ترین منبع‌های درآمد اهالی ویرانی بوده‌است. سرمنشأ اصلی تبدیل این روستا به بورس مبل به پیش از انقلاب و به زمان تأسیس یک کارخانهٔ مبل در سال ۱۳۵۴به عنوان یکی از نخستین کارخانه‌های مبلمان صنعتی تهران بازمی‌گردد. بعد از پیروزی انقلاب و تعطیلی موقت کارخانهٔ مزبور، برخی از کارگران آن با استفاده از تجربیات کسب شده، اقدام به راه‌اندازی کارگاه‌هایی در روستای خود کردند و بدین شکل آرام‌آرام این حرفه به بستگان و آشنایان آن‌ها و سایر ساکنان منطقه سرایت کرد و به تدریج در منطقه رشد نمود. همچنین از آنجا که «سیر» یکی از محصولات کشاورزی منطقهٔ ویرانی محسوب می‌شود، لذا یکی از کارخانه‌های نئوپان‌سازی در مازندران، مدتی سیرهای این منطقه را خریداری می‌کرد و به ازای آن به فروشندگان سیر، نئوپان می‌داد و بدین شکل کارگاه‌های ویرانی، مواد اولیه نجاری را از طریق تعویض کالا به کالا به دست می‌آوردند که این امر تأثیر فراوانی در رشد صنعت مبلمان در منطقه داشته‌است.

## ارتقای ویرانی به شهر
با وجود تصویب ارتقای این روستا به شهر توسط هیئت دولت، این اتفاق تا به امروز به انجام نرسیده‌است. محمد دهقان نمایندهٔ چناران به وزیر کشور در خصوص بی‌توجهی مدیران آن وزارتخانه به مصوبات و پیشنهادهای استان خراسان رضوی در خصوص ارتقای روستای ویرانی به شهر و به وزیر راه و شهرسازی در خصوص علت مخالفت غیرکارشناسی آن وزارتخانه با ارتقای روستای ویرانی از توابع شهرستان طرقبهٔ شاندیز به شهر تذکر داد.

## مدرسه‌ها و فضای آموزشی
این روستا دارای دو مدرسه ابتدایی پسرانه و دخترانه، دو مدرسه راهنمایی و هنرستان دخترانه است که از امکانات این هنرستان می‌توان به وجود خوابگاه برای هنرجویان غیربومی نام برد. همچنین ویرانی دارای دو مهدکودک خصوصی به نام‌های زکریا و کهکشان می‌باشد.

## فضای ورزشی
روستای ویرانی دارای یک پیست موتورسواری مجهز بوده که اکثر مسابقات موتور کراس خراسان رضوی در این پیست انجام می‌پذیرد. همچنین ورزشگاه ثامن‌الائمه مشهد در نزدیکی روستای ویرانی احداث شده‌است.